# Yamanouchi
Yamanouchi (山ノ内町 Yamanouchi-machi?) es un pueblo situado en la prefectura de Nagano, en Japón, localizado en la parte central de la isla de Honshū, en la región de Chūbu. El 1 de marzo de 2021 tenía una población estimada de 11 106 habitantes y una densidad de población de 42 personas por km².
Yamanouchi se encuentra en los llamados Alpes japoneses y cuenta con una de las mayores estaciones de esquí de Japón, Shiga Highlands. La localidad albergó tres sedes durante los Juegos Olímpicos de Invierno de 1998: las pruebas de snowboard en estructuras de medio tubo se llevaron a cabo en el Kanbayashi Snowboard Park y las pruebas técnicas de esquí alpino se celebraron a cabo en el monte Higashidate y el monte Yakebitai.
La localidad es puerta de entrada al Parque nacional Jōshin'etsu Kōgen a través de la Ruta 292, la Autopista Shiga-Kusatsu-Kogen. Esta ruta es una cresta montañosa que conecta Yamanouchi con Karuizawa en el sur.
En Yamanouchi también se encuentra el parque de monos Jigokudani, donde se pueden encontrar macacos japoneses sumergidos en una fuente termal al aire libre. Estos macacos fueron parte de la secuencia inicial de Baraka, el documental no narrativo de 1992 dirigido por Ron Fricke.

## Geografía
Yamanouchi se encuentra en el noroeste de la de la prefectura de Nagano. Más del 90% de Yamanouchi está cubierto por montañas y bosques. En invierno, el aire húmedo del mar de Japón golpea las montañas causando fuertes nevadas. Muchas estaciones de esquí operan en la zona. La meseta sobre el pueblo está salpicada de más de 70 humedales y estanques grandes y pequeños que se remontan a la actividad volcánica. Las montañas principales incluyen los montes Yokote, Uriwa, Iwasugeyama, Shiga y Kousha.

## Historia
Las excavaciones en la zona han hallado herramientas de piedra del período Paleolítico japonés, cerámica del período Jōmon y nueve túmulos funerarios del período Kofun. La zona donde se encuentra la actual Yamanouchi formaba parte de la antigua provincia de Shinano. El pueblo moderno de Yamanouchi se estableció el 1 de abril de 1955, por la fusión de Hirao con las aldeas vecinas de Honami y Yomase.

## Demografía
Según los datos del censo japonés, la población de Yamanouchi ha disminuido desde la década de 1950.
| Gráfica de evolución demográfica de Yamanouchi entre 1940 y 2015 |
|                                                                  |
| Oficina de Estadísticas de Japón                                 |